# Bombus modestus
Bombus modestus (saknar svenskt namn) är en insekt i överfamiljen bin (Apoidea) och släktet humlor (Bombus) som finns i Ryssland och norra Kina.

## Beskrivning
Bombus modestus har ett brun- och gråhårigt huvud och en mörk mellankropp med vitgulhåriga sidor. Den främre delen av bakkroppen är övervägande mörk; dock har den andra tergiten mörkgul behåring. Från tergit 5 har bakkroppen en gulskimrande behåring.

## Ekologi
Arten är en taigaart som är sällsynt i hela sitt utbredningsområde, framför allt i den europeiska delen. Speciellt i Volga-området har den gått ner mycket kraftigt.

## Utbredning
Arten finns sporadiskt i europeiska Ryssland och österut till västra Sibirien och Sachalin samt vidare till norra Kina.

## Bevarandestatus
Då arten är så pass sällsynt är inte mycket känt om den. Det antas emellertid att den som de flesta nordliga arter är känslig för den globala uppvärmningen, då framför allt torka och därav följande skogsbränder.